# Hauser Kaibling
Hauser Kaibling är ett berg i Österrike.   Det ligger i distriktet Liezen och förbundslandet Steiermark, i den centrala delen av landet, 220 km väster om huvudstaden Wien. Toppen på Hauser Kaibling är 2 015 meter över havet.
Terrängen runt Hauser Kaibling är bergig åt sydväst, men åt nordost är den kuperad. Runt Hauser Kaibling är det ganska glesbefolkat, med 25 invånare per kvadratkilometer.. Närmaste större samhälle är Schladming, 7,3 km väster om Hauser Kaibling. 
I omgivningarna runt Hauser Kaibling växer i huvudsak blandskog.